# 臺北市文山社區大學
臺北市文山社區大學，簡稱文山社大，是臺灣臺北市文山區的一所社區大學，創立於1998年，為臺灣首座社區大學，校本部設於臺北市立景美國民中學。截至2008年，文山社大校友已累積超過4萬人。

## 沿革

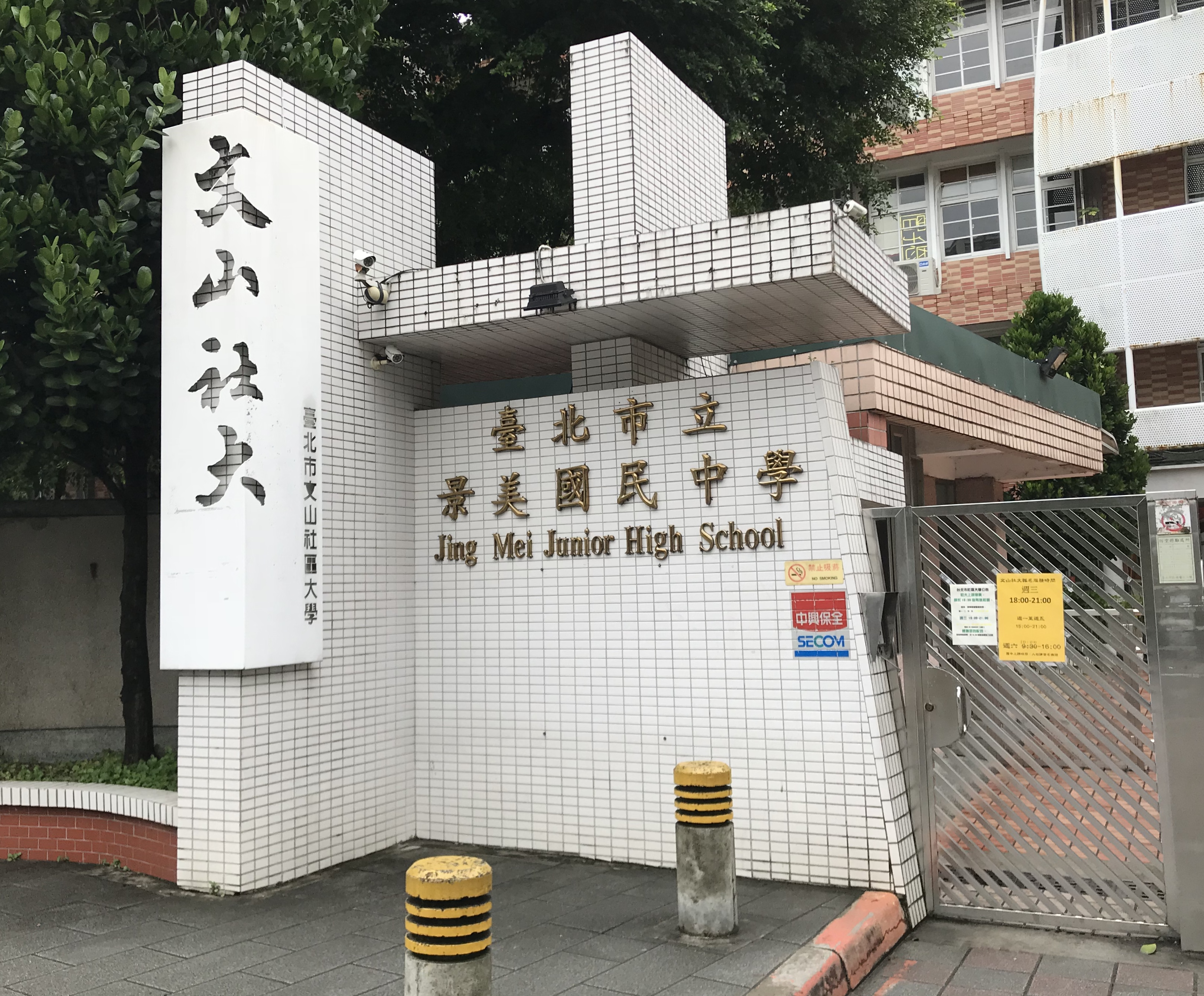
文山社區大學校本部招牌

1980年代，臺灣的高等教育普及率仍低，社會上出現包含410教改聯盟等廣設高中大學的主張。為了普及高等教育，國立台灣大學教授黃武雄於1994年9月首次提出了社區大學的構想，然未獲政府重視。1997年12月26日，黃武雄於中國時報發表〈深化民主 發展新文化〉一文，呼籲普設社區大學以培養現代化的公民，引起諸多學者共鳴。
1998年3月，社區大學籌備委員會成立，時任台北市長陳水扁提供臺北市政府經費支持，台北市立木柵國中校長韓桂英提供該校教室為辦學空間，同年9月28日，文山社區大學在人本教育文教基金會與台北市立木柵國中協助下成立，為台灣第一所社區大學，由華梵大學副教授蔡傳暉擔任首任主任，每年分為兩學期，分別上課十八週，多數課程為三學分，除正式課程外，另有不定期舉辦的工作坊。文山社大第一季開設38門課程，共有1104人次選修。隔年4月，社區大學籌備委員會協助成立台北市社區大學民間促進會，以公辦民營的方式推廣、承辦文山社區大學。
1999年起，文山社區大學的課程已超過100門，並舉辦守護景美溪、催生文山公民會館、文山藝術節、社區弱勢關懷等多項社區活動與藝術展覽。2007年，文山社區大學因交通考量，從木柵國中遷至台北市立景美國中現址，但仍保留原校區為教學教室。

### 研究成果

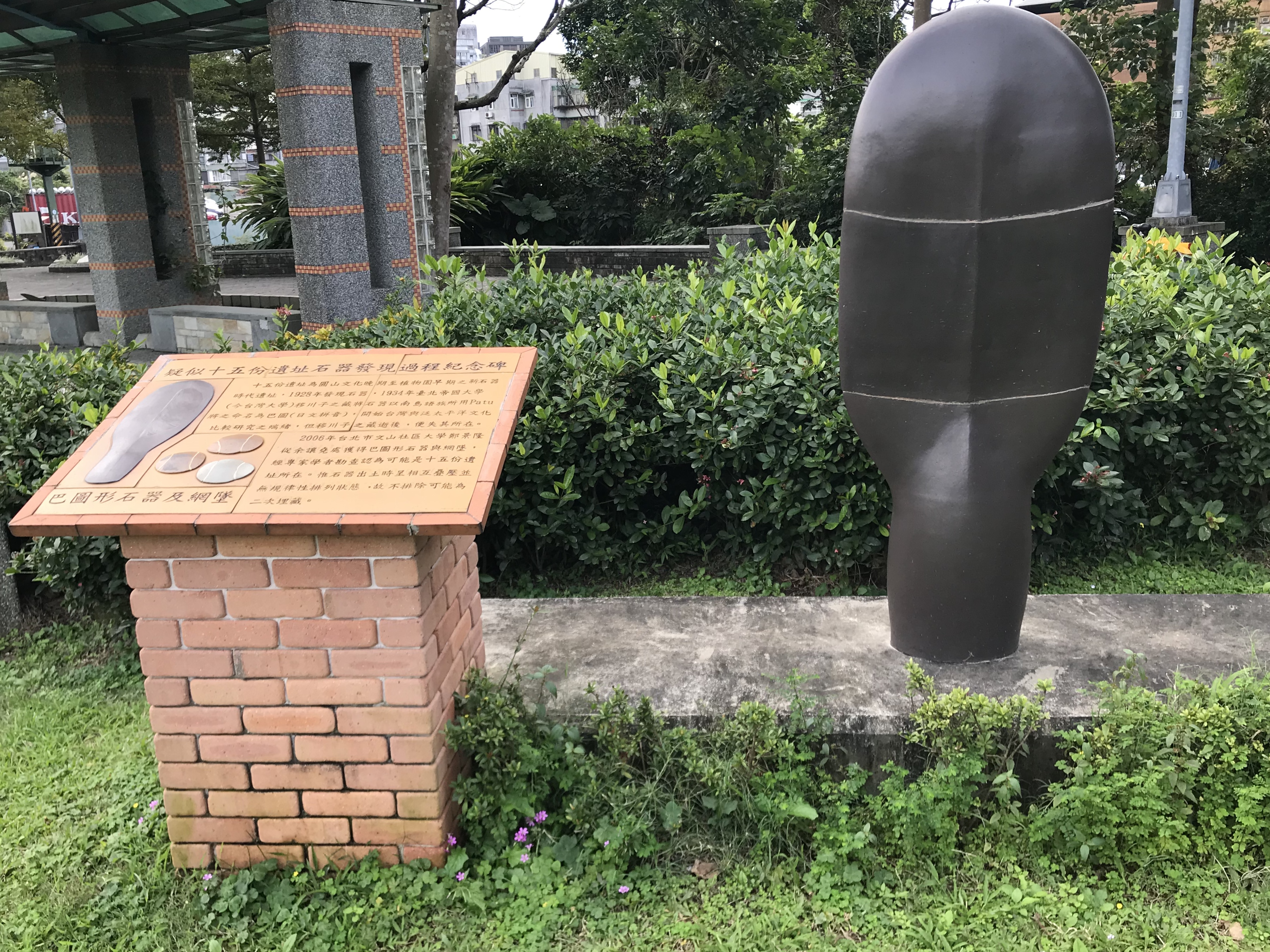
十五份遺址紀念碑

2006年，文山社區大學學員鄭景隆從朋友處取得一批石器，在社大教師周述蓉與考古學者協助下進行研究後，發現疑似為當地新石器時代十五份遺址所出土，鄭景隆並將研究撰寫為〈台北市文山區十五份遺址與相關器物研究〉一論文，為台灣首篇由社區大學發表的畢業論文，他也成為文山社區大學首位寫完論文畢業的學員。

## 歷任校長
以下列出文山社區大學的歷任校長（原稱為主任，2007年起依台北市教育局規定改稱校長）：
- 蔡傳暉：1998年-2005年（主任）
- 唐光華：2005年-2007年（主任）、2007年-2008年（校長）
- 鄭秀娟：2008年-現任（校長）

## 圖集

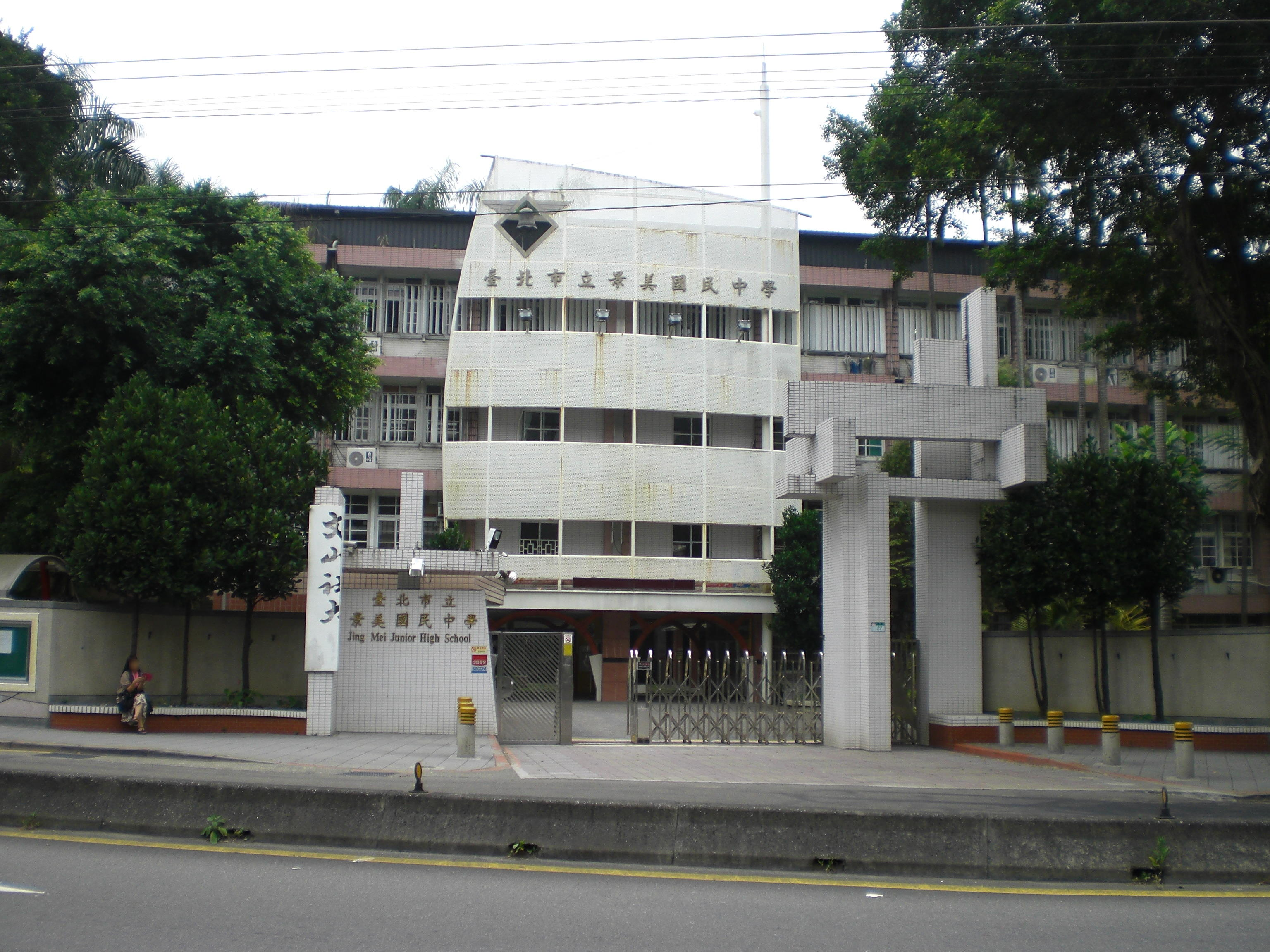
臺北市文山社區大學校本部設於臺北市立景美國民中學
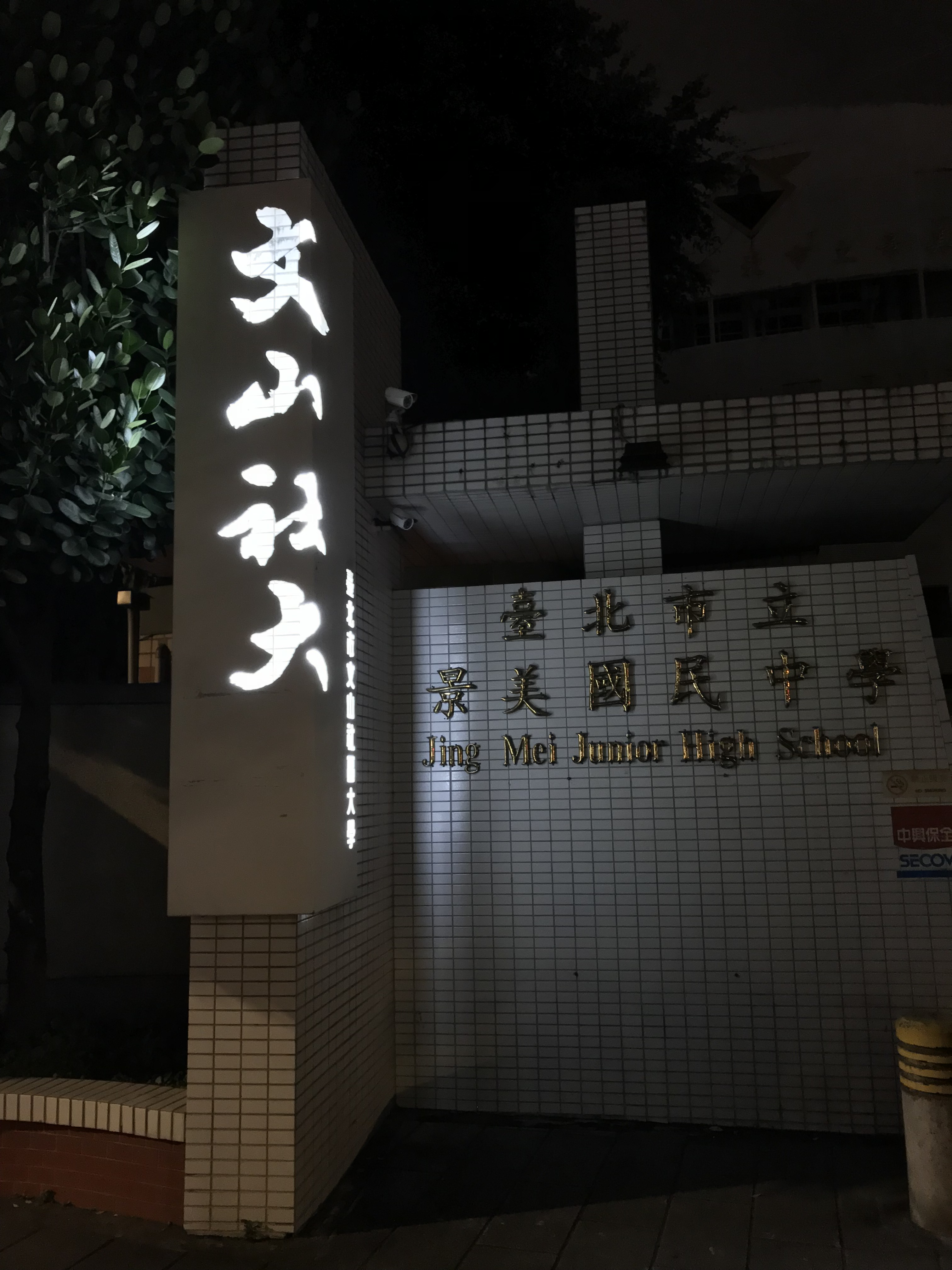
校本部招牌夜間照

## 外部連結
- （中文）教育部全國社區大學教育資訊網-臺北市文山社區大學資訊
- （中文）臺北市文山社區大學 網站 （页面存档备份，存于）
- （中文）臺北市文山社區大學 PeoPo新聞 （页面存档备份，存于）
- 臺北市文山社區大學的Facebook專頁